# Zhang Rui
Zhang Rui (Yantai, 17 de enero de 1989) es una futbolista china. Juega como centrocampista en el Shandong Sports Lottery de la Superliga Femenina de China. Es internacional con la selección de China donde ha acumulado más de 160 partidos desde su debut en 2009.

## Selección nacional
Rui fue convocada por la Asociación China de Fútbol en 2008 para vestir la camiseta de la selección sub-20 que participó en el Mundial Sub-20 de 2008. El combinado chino no pudo acceder a la fase final al ubicarse en el tercer lugar de su grupo luego de un empate sin goles con Argentina, una derrota por 2-0 con Francia y una victoria ante Estados Unidos por 2-0 donde la centrocampista abrió el marcador.
Un año más tarde recibió su llamado a la selección absoluta de China para disputar la Copa de Algarve 2009, debutando en el torneo el 4 de marzo en el empate sin goles ante Suecia. Desde entonces ha sido convocada regularmente, superando los 100 partidos con la selección nacional.
En la Copa Asiática de la AFC de 2010, disputó 5 partidos firmando 2 goles y obtuvo el cuarto puesto tras la derrota por 2-0 en la final con Japón. En la edición 2014 de la Copa Asiática, compartió con sus compañeras el tercer lugar luego de vencer a Corea del Sur por 2-1. También participó en la edición edición 2014 de los Juegos Asiáticos donde llegó a los cuartos de final.
Un año más tarde es incluida en la terna de 23 jugadoras que disputaron la Copa Mundial de 2015. Durante el torneo, pisó la cancha sólo una vez en la fase de grupos, jugando un remanente del partido perdido contra Canadá por 1-0 donde su selección logra pasar a los octavos de final. Aquí las asiáticas vencen a Camerún por la mínima y su carrera se detiene en los cuartos de final donde caen por 1-0 ante Estados Unidos, que luego ganará el torneo.
Luego de ser protagonista en la Copa Asiática de 2018, donde logra el tercer puesto con sus compañeras ganándose un boleto al Mundial de Francia 2019, al año siguiente el nuevo entrenador nacional Jia Xiuquan la incluye en la plantilla final que participó en el Mundial.

## Clubes
| Club                       | País  | Año         |
| -------------------------- | ----- | ----------- |
| Bayi                       | China | 2007 - ¿?   |
| Changchun Zhuoyue (cedida) | China | 2017 - 2020 |
| Shandong Sports Lottery    | China | 2021 - 2023 |

## Palmarés

### Títulos internacionales
| Título                  | Equipo | Sede  | Año  |
| ----------------------- | ------ | ----- | ---- |
| Copa Asiática de la AFC | China  | India | 2022 |

(*) Incluyendo la Selección